# Мажейкс, Янис
Янис Мажейкс (латыш. Jānis Mažeiks, род. 30 января 1973) — латвийский дипломат, Постоянный представитель Латвии при ООН с 3 сентября 2013 года.
Бакалавр политологии Латвийского университета (1996), магистр по специальности «права человека и демократизация» Падуанского университета (1998).
Начал дипломатическую карьеру в 1995 году, занимал должность в отделе латвийско-русских отношений; через некоторое время был повышен до руководителя отдела гуманитарных вопросов МИД Латвии. Активно участвовал в процессе принятия Латвии в Европейский Союз. В 2002—2005 году был постоянным представителем Латвии в Совете Европы. В 2006—2007 годах Янис стал советником по внешней политике при президенте Вайре Вике-Фрейберге.
В 2006 году участвовал в организации Саммита НАТО в Риге, в 2015 Мажейкс вместе с представительницей Объединённых Арабских Эмиратов Ланой Нуссейбех принимали участие в организации Всемирного саммита по вопросам информационного общества.
Янис был послом Латвии и постоянным представителем в ООН в Женеве, а также во Всемирной торговой организации в 2007—2011 годах. После этого он перешёл на пост ответственного за двусторонние и экономические отношения с неевропейскими государствами в министерстве иностранных дел. В 2013 году был назначен постоянным представителем в ООН, заменив Норманса Пенке. В интервью 2015 года Мажейс сообщил, что Латвию как председательствующую в ЕС страну интересуют технологии, построение информационного общества и гендерное равенство, в частности, упомянул кампанию ООН HeForShe.
Кроме латышского языка владеет английским, русским, французским и датским языками. Женат на Даце Мажейке (латыш. Dace Mažeika), имеет троих детей.